# جيمس أوكونور (لاعب كرة قدم)
جيمس أوكونور (بالإنجليزية: James O'Connor)‏ (1 سبتمبر 1979 بدبلن في جمهورية أيرلندا - ) هو لاعب كرة قدم أيرلندي في مركز الوسط. لعب مع ستوك سيتي وشيفيلد وينزداي ونادي بيرنلي ووست بروميتش ألبيون وOrlando City SC (2010–2014) ‏.

## وصلات خارجية
- جيمس أوكونور على موقع قاعدة بيانات كرة القدم.إي يو (الإنجليزية)
- جيمس أوكونور على موقع Soccerbase.com (لاعب) (الإنجليزية)